# Сучешти (Алба)
Сучешти (рум. Sucești) насеље је у Румунији у округу Алба у општини Гарда де Сус. Општина се налази на надморској висини од 1080 m.

## Становништво
Према подацима из 2002. године у насељу је живело 67 становника, од којих су сви румунске националности.